# Ginette Neveu

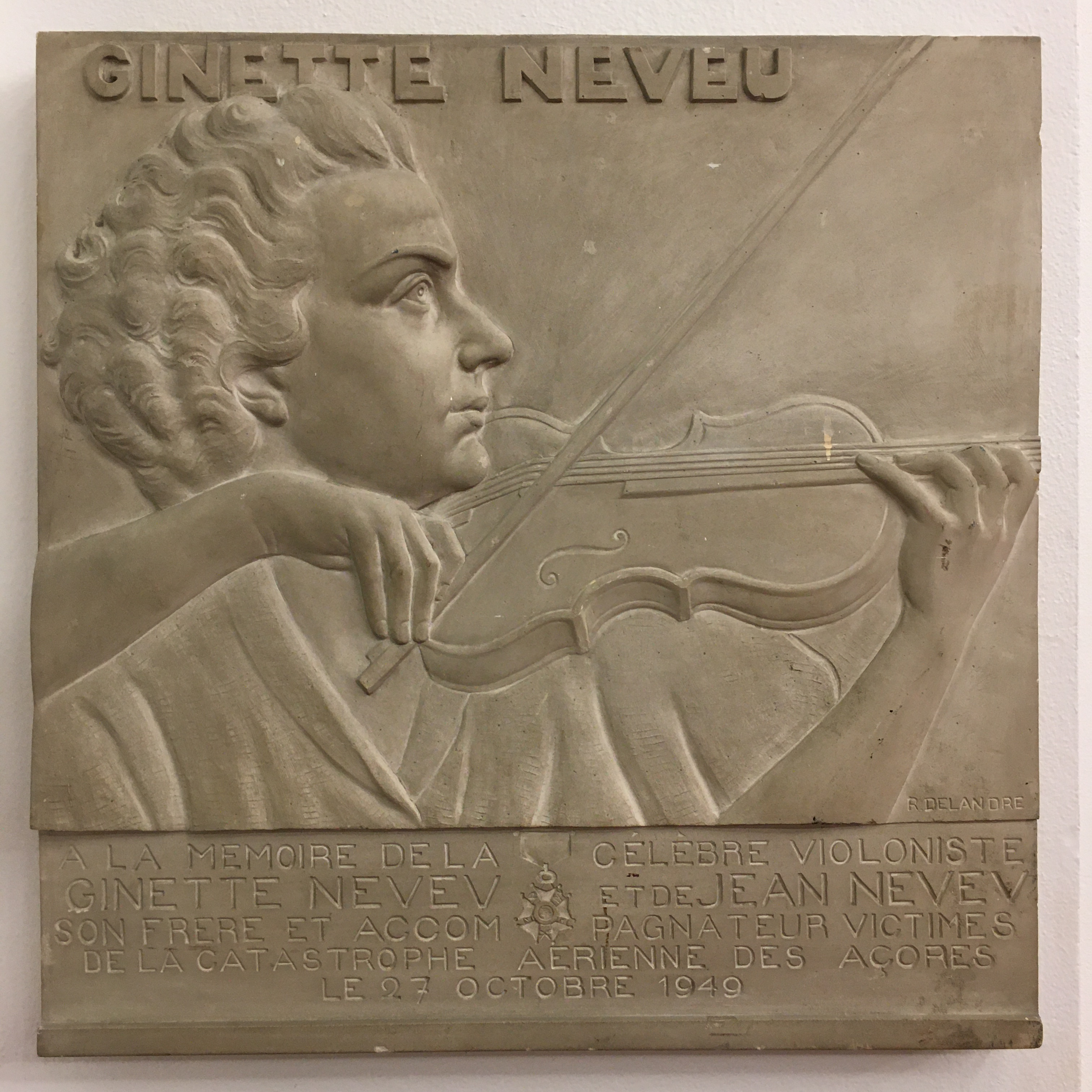
Ginette Neveu, Parigi, Salle Pleyel

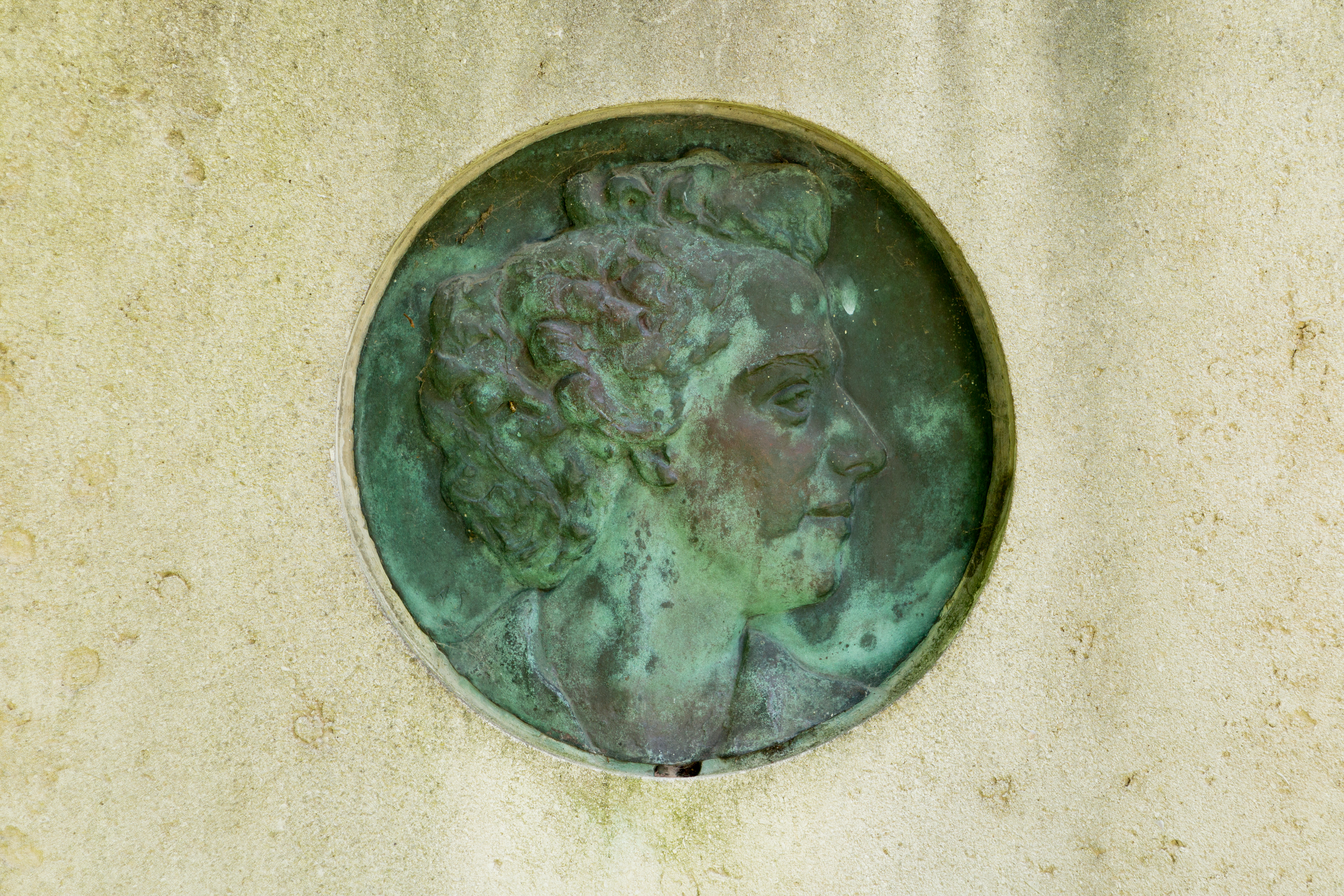
Tomba di Ginette Neveu, cimitero Père Lachaise, Parigi

Ginette Neveu (Parigi, 11 agosto 1919 – São Miguel, 28 ottobre 1949) è stata una violinista francese.

## Biografia
Ginette Neveu era figlia di Marie-Jeanne Ronze, professoressa di violino e di Maurice Neveu, intermediario di borsa. Neveu iniziò a suonare con sua madre a cinque anni, dando il suo primo concerto a sette anni accompagnata dall'Orchestra Colonne diretta da Gabriel Pierné. In seguito, studiò con Line Talluel e con Jules Boucherit al Conservatorio di Parigi, dove conseguì il Premier Prix all'età di 11 anni.
In seguito ebbe lezioni da George Enescu e studiò con Carl Flesch per quattro anni. Nel 1935 vinse il concorso "Wieniawski" a Varsavia (secondo premio a David Ojstrach).
Alcuni critici giudicarono il suo suono poco "femminile" e lei osservò: "Ciò che più conta per l'artista è la propria individualità, che deve tendere ad acquisire sempre più forza".
Herbert von Karajan intervenne presso la EMI, e lei poté registrare il Concerto di Johannes Brahms, il Concerto di Jean Sibelius, Tzigane di Maurice Ravel e il Poema di Ernest Chausson.
La carriera che la portò in tutto il mondo si concluse tragicamente: il 27 ottobre 1949 la musicista salì a Parigi sul volo Air France 009, operato con un Lockheed Constellation L-749, e diretto a New York. L'aereo si schiantò nella notte tra il 27 il 28 ai piedi di una montagna dell'isola São Miguel, nell'arcipelago delle Azzorre, mentre si avvicinava allo scalo intermedio sull'isola Santa Maria. Nessuno dei 48 passeggeri (tra i quali anche Marcel Cerdan, pugile e compagno di Édith Piaf) sopravvisse. La salma di Ginette Neveu fu ritrovata e sepolta in seguito a Parigi nel cimitero di Père-Lachaise. La città di Parigi le ha dedicato una via del XVIII arrondissement.

## Discografia parziale
- Ludwig van Beethoven, Concerto op. 61
- Johannes Brahms, Concerto op. 77
- Jean Sibelius, Concerto op. 47
- Richard Strauss, Sonata op. 18
- Claude Debussy, Sonata
- Maurice Ravel, Tzigane (due edizioni: con pianoforte e con orchestra) e Pièce en forme de habanera
- E. Chausson, Poème op. 25